# کلیسای سن-دنی

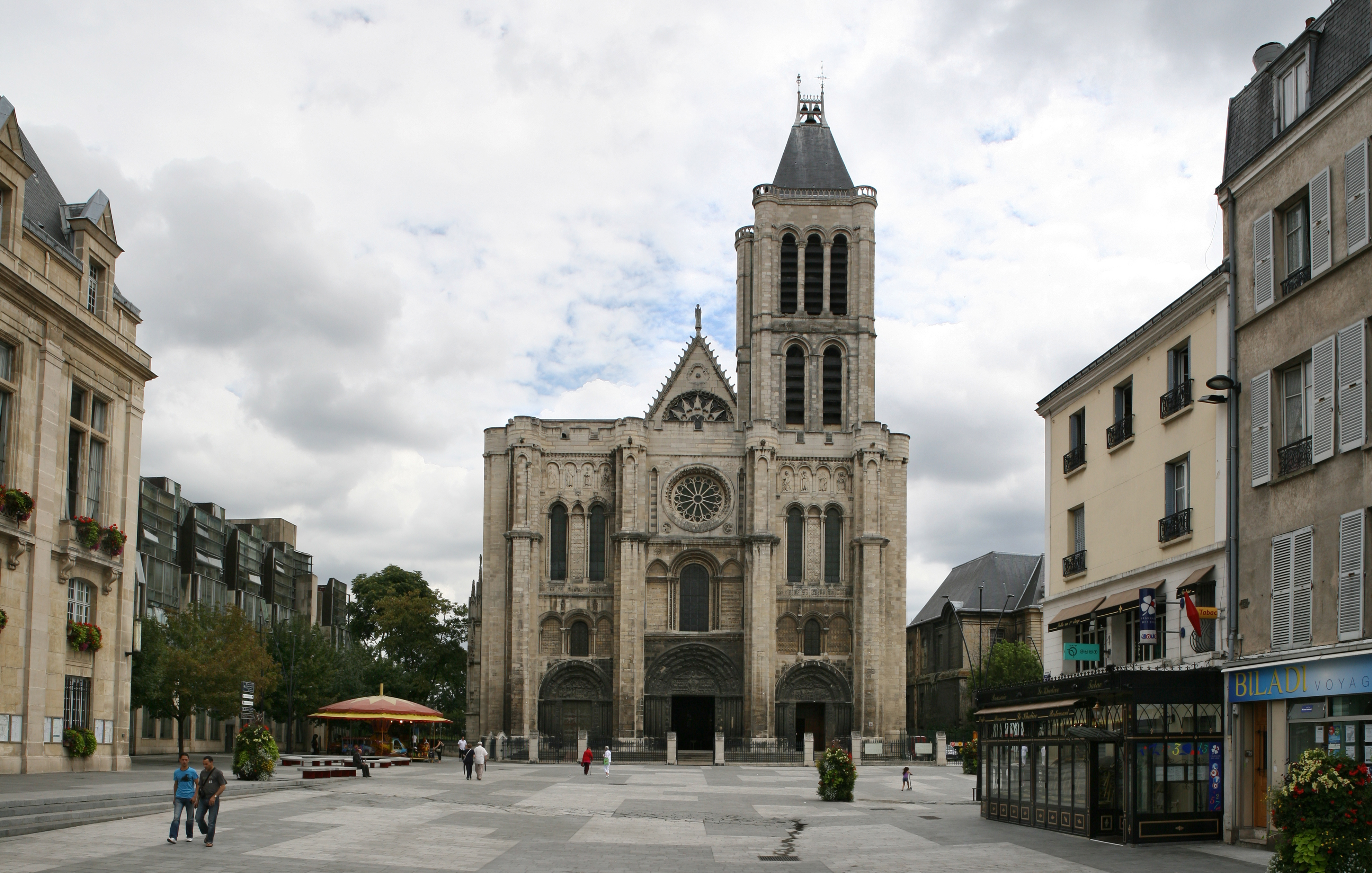
نمایی از کلیسای سن‌دُنی.

کلیسای سن دنی یا باسیلیک سن‌دُنی (به فرانسوی: Basilique Saint-Denis) یک کلیسای قرون وسطایی بزرگ است که در شهرستان سن دنی در حومه شمالی پاریس در کشور فرانسه واقع شده‌است.
کلیسای سن‌دنی بین سالهای ۱۱۴۰ تا ۱۱۴۴ ميلادی به سبک معماری گوتیک ساخته شده‌است. این کلیسا نه تنها زيارتگاه و جائی برای عبادت و راز و نیاز است، بلکه بنايي سلطنتی بشمار می رفته و پادشاهان فرانسه در آن به خاک سپرده می شدند. اما در جریان انقلاب فرانسه در سال ۱۷۹۳ میلادی، توسط گروهی از انقلابیون به غارت رفت.

## تاریخچه کلیسای سن دنی
تاریخچه کلیسای سن دنی که نخستين کليسای جامع عظيم پاريس است به نمازخانه‌ای کوچک در قبرستان سن دنی در قرن پنجم ميلادی باز می گردد. در قرن هفتم میلادی، زیارتگاه سن دنی، به دستور و هزینه پادشاه فرانک ها،  داگوبرت یکم  (Dagobert I) تبديل به کليسای دير سلطنتی می‌شود که به شيوه معماری کارولنژی ساخته می‌شود که وی را در همین مکان به خاک سپردند. اين بنا اختصاص به يادبودهای مقدس سن دنی (دنی شکل فرانسوی ديونوسيوس است) و ساير قديسان داشت.
تمامی پادشاهان فرانسه بجز سه نفر از آنان به همراه بسیاری از اعضای خانواده‌های سلطنتی فرانسه در کلیسای سن‌ دنی دفن شده‌اند. اجساد برخی از این پادشاهان از صومعه سن ژنوویو به کلیسای سن‌دنی منتقل شده بود.
از انجائی که باسیلیک سن‌دنی و مقبره برخی از پادشاهان دفن‌شده در آن، سمبلی از پادشاهی و سلطنت محسوب میشد. امروزه این کلیسا، آرامگاه 43 پادشاه، 32 ملکه و 10 خدمه‌ وفادار فرانسه است.

## مراحل ساخت
کار ساختمان سن دنی پرهزینه و پیچیده بود و نیاز به منابع ترکیبی کلیسا و دولت داشت. «ابوت سوژه» (۱۱۵۱-۱۰۸۱ م.) در سال ۱۱۳۷ آغاز به بازسازی بنای دير نمود. سوژه، راهب بزرگ دير و پشتوانه تاج و تخت دو شاه و همچنين نايب السلطنه فرانسه در مدت غيبت يکي از شاهان به هنگام دومين جنگ صليبی (۱۱۴۷ تا ۱۱۴۹ ميلادی) بود. وی ايوان و نمای غربی را در سال ۱۱۴۰ و جايگاه خوانندگان را نيز در سال ۱۱۴۴ تکميل کرد. او برای سنگ ستون‌های غلامگردش از معدن سنگ پونتوئاز و برای الوار سقف از جنگل ایولین بهره‌برداری کرد. این مصالح را باید از راه زمین و رودخانه می‌بردند که پرهزینه بود و سرعت کمی داشت. گمان می‌رود هر استادکار بنّا چندین صد سنگ‌تراش و دو یا سه برابر آن باربر استخدام کرده باشد. در نتیجه تلاش برای بهبود فنون ساختمانی لازم برای ساختن تاق‌های تویزه‌دار، به پیشرفت‌هایی در فناوری دست یافتند. به ویژه فناوری جرثقیل‌هایی که با توان طناب و قرقره و چرخ دوقرقرهٔ ترکیبی کار می‌کرد، نقش مهمی داشت. این ابزارها را به راحتی می‌شد نصب کرد و جمع کرد و داربست سبک‌تر به جای آن که روی زمین باشد، از دیوار آویزان بود.

## بازسازی کلیسا
از انجائی که باسیلیک سن‌دنی و مقبره برخی از پادشاهان دفن‌شده در آن، سمبلی از پادشاهی و سلطنت محسوب میشد ؛ در جریان انقلاب فرانسه در سال ۱۷۹۳ میلادی، توسط گروهی از انقلابیون به ویران شده و به غارت رفت؛ به طوری که فقط بخش اصلی کلیسا از ساختمان آن باقی ماند.
متأسفانه نمای داخلی، مجسمه‌ها و مقبره‌های این بنا نیز آسیب دیدند تا اینکه «اوژن ویوله لودوک» ( Eugène Viollet-le-Duc )، بازسازی بناهای تاریخی صدمه دیده در انقلاب از جمله کلیسای نوتردام و سنت دنیس را در قرن 19 میلادی برعهده گرفت. برج شمالی باسیلیک سنت دنیس نیز بر اثر برخورد با صاعقه در همین دوران خراب شد و سنگ‌های آن را نگه داشتند تا بعداً برای بازسازی برج از همان‌ها کمک بگیرند. شیشه‌های رنگی این کلیسا نیز از دوره‌های مختلفی در تاریخ باقی مانده‌اند و 2 پنجره‌ی گل رز هم در این مکان دیده می‌شود.

## افسانه کلیسای سن دنی
طبق روایتی قدیمی محل فعلی کلیسای سن دنی , آخرین محلی است که اسقفی به نام « سنت دنیس » که از قدیسان و شهدای مسیحیت در قرن سوم میلادی به شمار می‌رود و بسیاری، او را به عنوان اولین اسقف شهر پاریس  می‌شناسند به خطابه پرداخته است .سنت دنیس در سال 250 میلادی گردن زده شد. طبق این افسانه او دست از خطابه برنداشته ! ؛ زیرا روایتی در مذهب کاتولیک وجود دارد که می‌گوید پس از گردن زدن او، سنت دنیس سر خود را از زمین برداشت و در حال خواندن خطابه و اندرزگویی، چندین مایل از آنجا فاصله گرفت!
مکانی که او تصمیم گرفت توقف کند و در آنجا دفن شود، به یکی از زیارتگاه‌های مهم برای مسیحیت تبدیل شده است؛ بدون شک اگر اسقف سن دنی این مسیر را بدون سر طی کرده، دیگر بهانه‌ای برای زائران باقی نمی‌ماند!

## مقبره پادشاهان

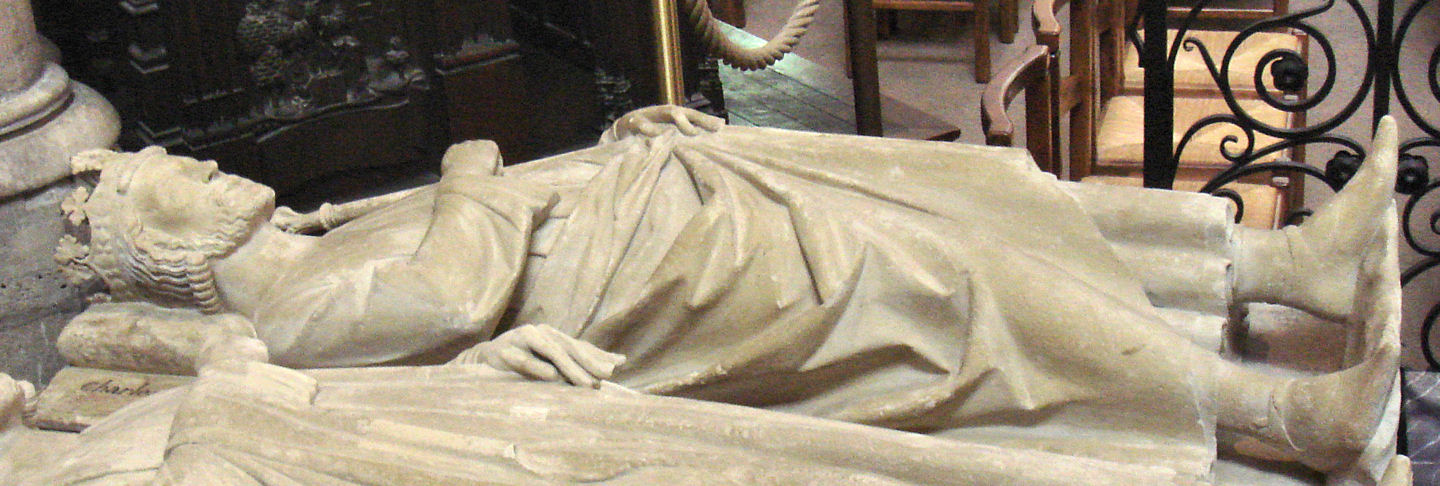
قبر شارل مارتل.

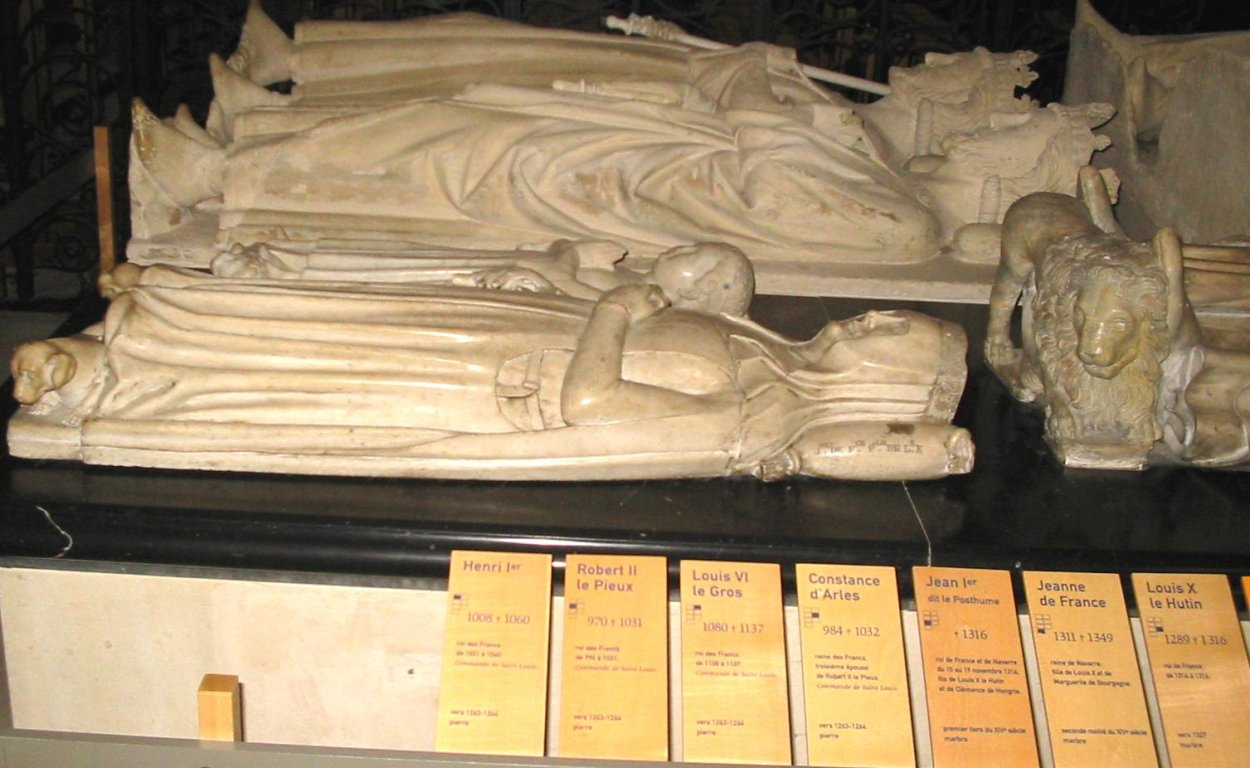
قبر هانری اول، روبر دوم و ژان اول.

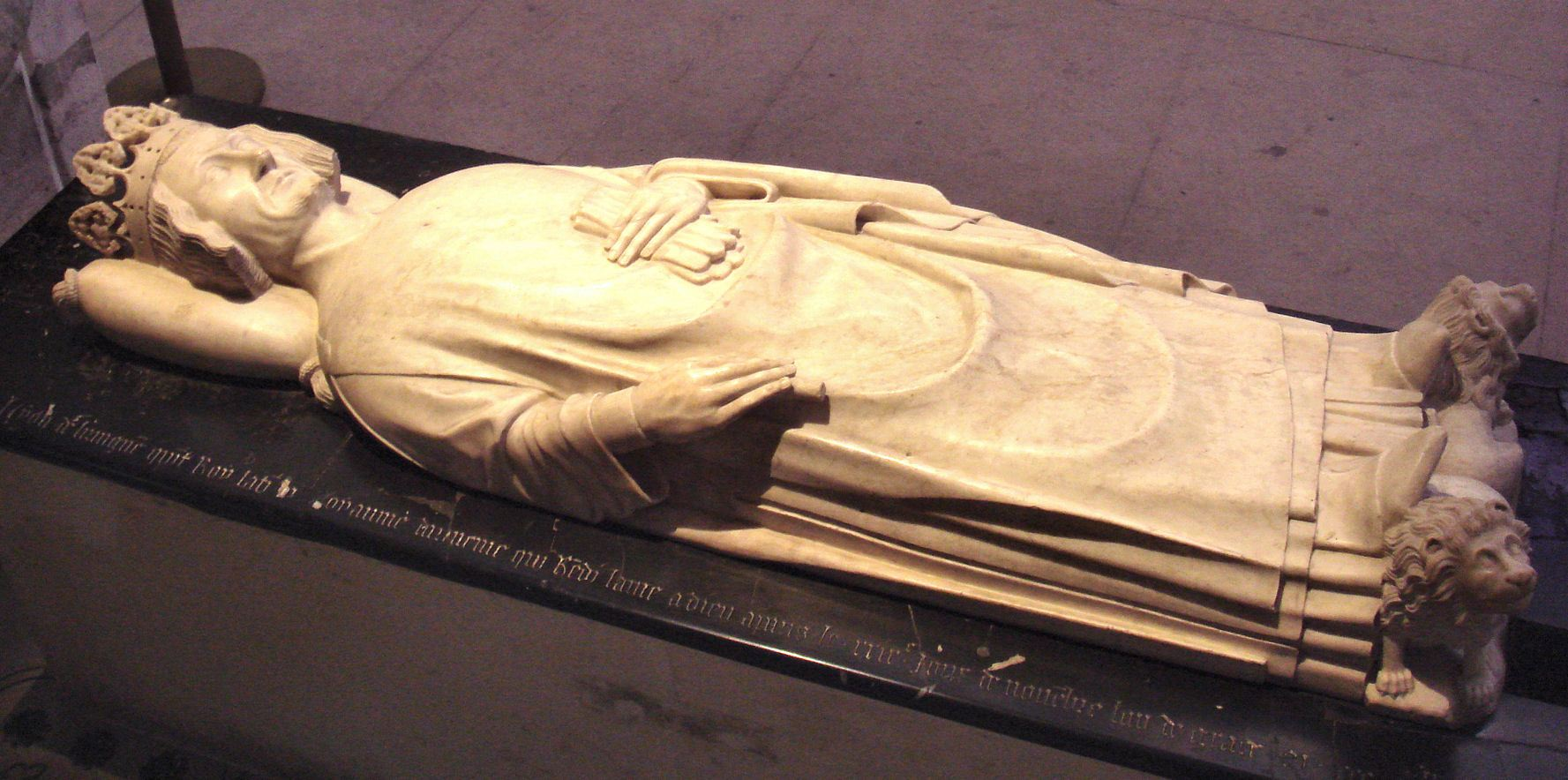
قبر لئو پنجم، پادشاه ارمنستان.

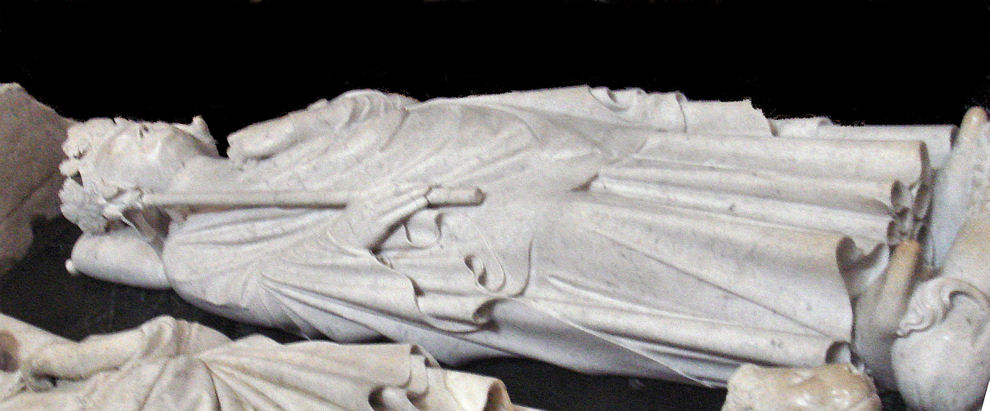
قبر فیلیپ چهارم.

تمامی پادشاهان فرانسه بجز سه نفر از آنان به همراه بسیاری از اعضای خانواده‌های سلطنتی فرانسه در کلیسای سن‌دُنی دفن شده‌اند. اجساد برخی از این پادشاهان از صومعه سن ژنوویو به کلیسای سن‌دُنی منتقل شده بود. برخی از مهم‌ترین پادشاهانی که در کلیسای سن‌دُنی دفن شده‌اند، عبارتند از:
- کلوویس یکم (به فرانسوی: Clovis Ier)
- شیلدبرت یکم (به فرانسوی: Childebert Ier)
- آرگوند (به فرانسوی: Arégonde)
- فردیگوند (به فرانسوی: Frédégonde) (همسر شیلپریک یکم)
- داگوبرت یکم (به فرانسوی: Dagobert Ier)
- کلوویس دوم (به فرانسوی: Clovis II)
- شارل مارتل (به فرانسوی: Charles Martel)
- پپن کهتر (به فرانسوی: Pépin le Bref) و همسرش برترادا لئون (به فرانسوی: Bertrade de Laon)
- کارلمان یکم (به فرانسوی: Carloman Ier)
- شارل تاس (به فرانسوی: Charles le Chauve) و همسرش امانوئل از اورلئان (به فرانسوی: Ermentrude d'Orléans)
- کارلمان دوم (به فرانسوی: Carloman II)
- هوگو کاپه (به فرانسوی: Hugues Capet)
- روبر دوم (به فرانسوی: Robert II) و همسرش کنستانس از آرل (به فرانسوی: Constance d’Arles)
- هانری یکم (به فرانسوی: Henry Ier)
- لوئی ششم (به فرانسوی: Louis VI)
- لوئی هفتم (به فرانسوی: Louis VII)
- فیلیپ دوم آگوست (به فرانسوی: Philippe II Auguste)
- کارل اول (به ایتالیایی: Carlo I d'Angiò) پادشاه سیسیل
- فیلیپ سوم (به فرانسوی: Philippe III)
- فیلیپ چهارم (به فرانسوی: Philip IV) و ایزابلا آراگن (به فرانسوی: Isabelle d'Aragon)
- لئو پنجم (به ارمنی: Լևոն Զ) (پادشاه ارمنستان)
- لوئی دوازدهم (به فرانسوی: Louis XII)
- فرانسوای اول (به فرانسوی: Francis Ier)
- آنری دوم (به فرانسوی: Henry II) و همسرش کاترین مدیچی (به ایتالیایی: Catherine de' Medici)
- فرانسوای دوم (به فرانسوی: Francis II)
- شارل نهم (به فرانسوی: Charles IX)
- هانری سوم (به فرانسوی: Henry III)
- هانری چهارم (به فرانسوی: Henry IV)
- لوئی سیزدهم (به فرانسوی: Louis XIII)
- لوئی چهاردهم (به فرانسوی: Louis XIV)
- لوئی پانزدهم (به فرانسوی: Louis XV)
- لوئی شانزدهم (به فرانسوی: Louis XVI) و همسرش ماری آنتوانت (به فرانسوی: Marie-Antoinette d'Autriche)
- لوئی هفدهم (به فرانسوی: Louis XVII) (به روایتی فقط قلب دفن شده‌است)
- لوئی هجدهم (به فرانسوی: Louis XVIII)

## نگارخانه

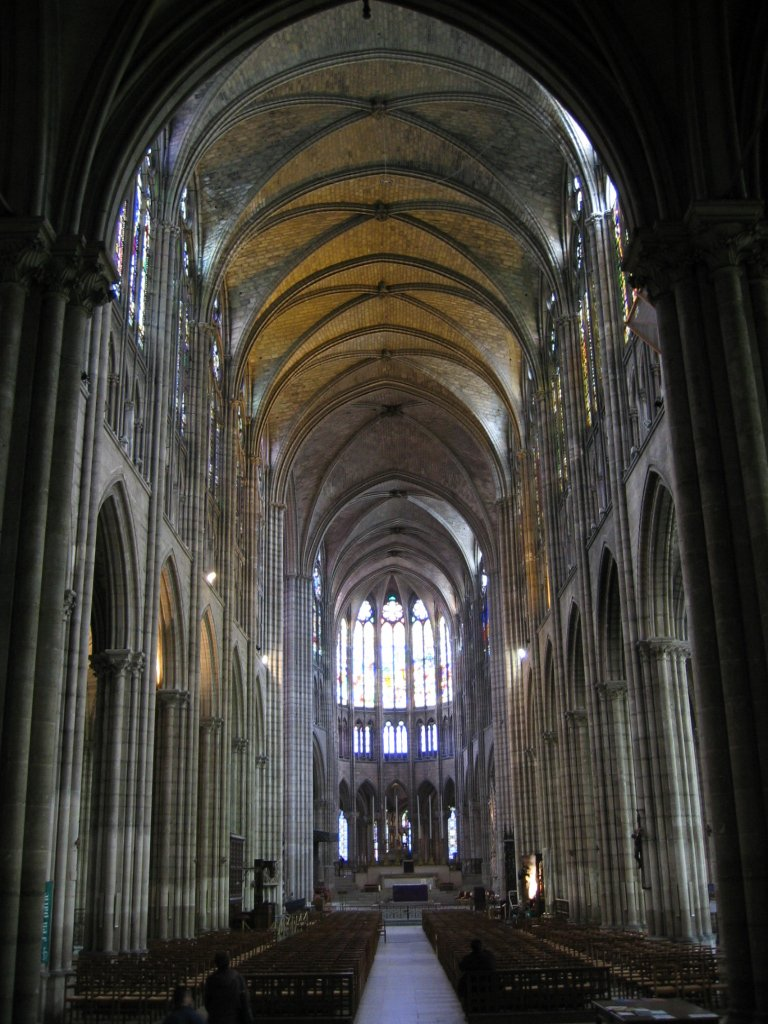
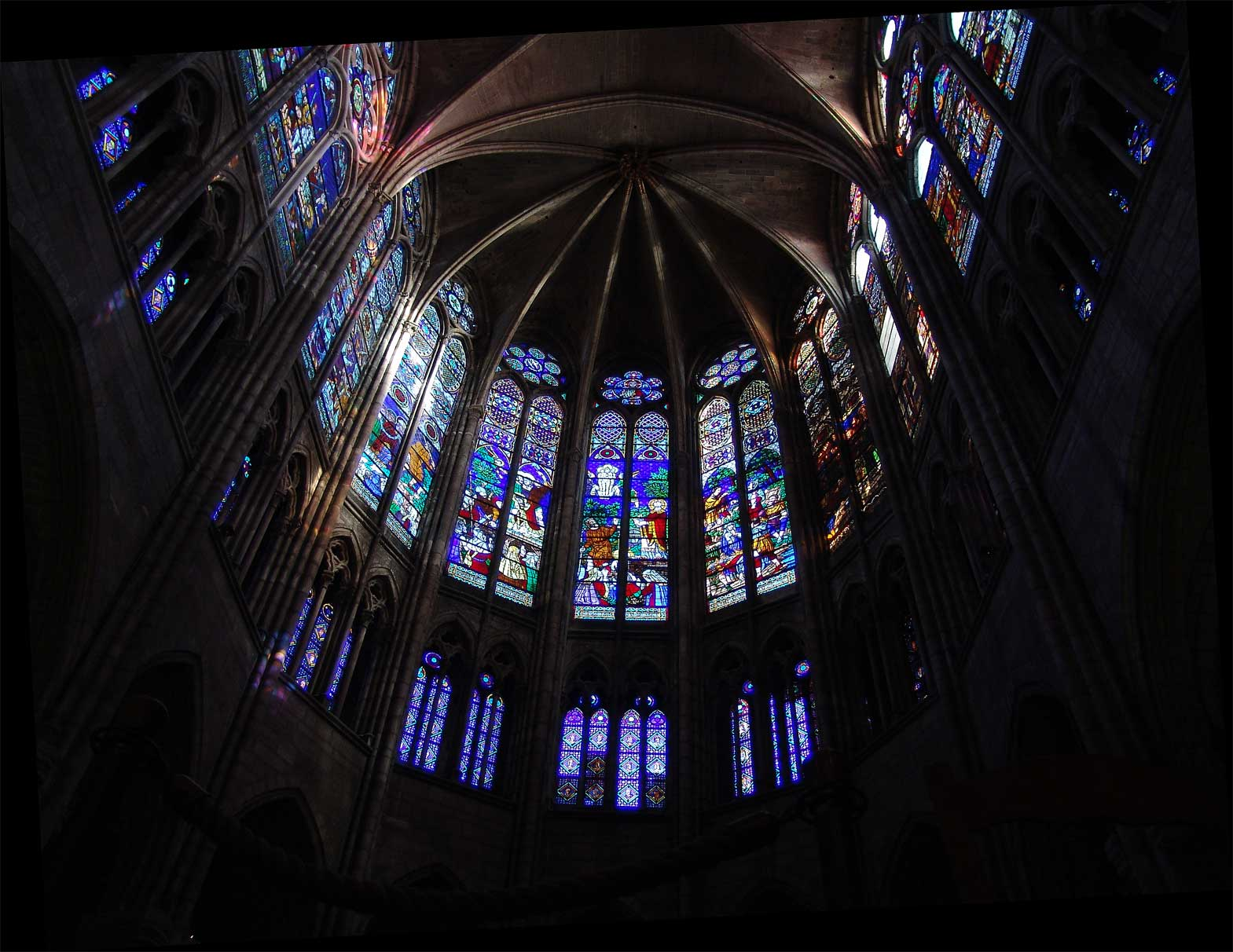
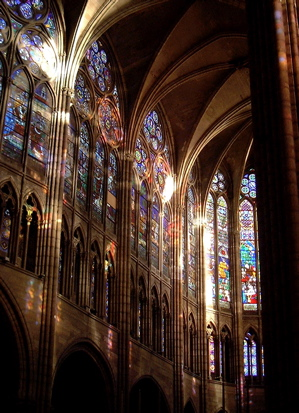
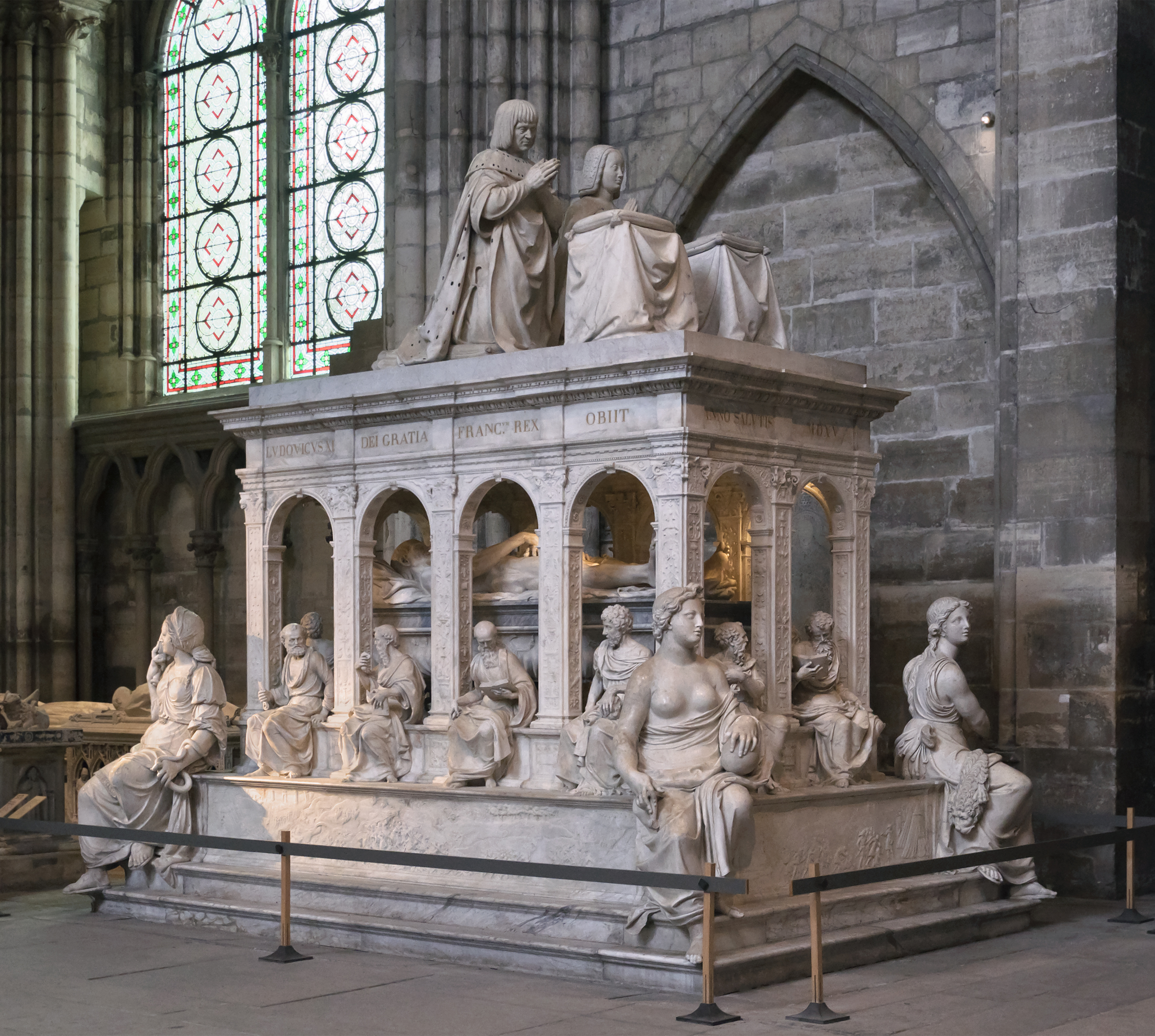
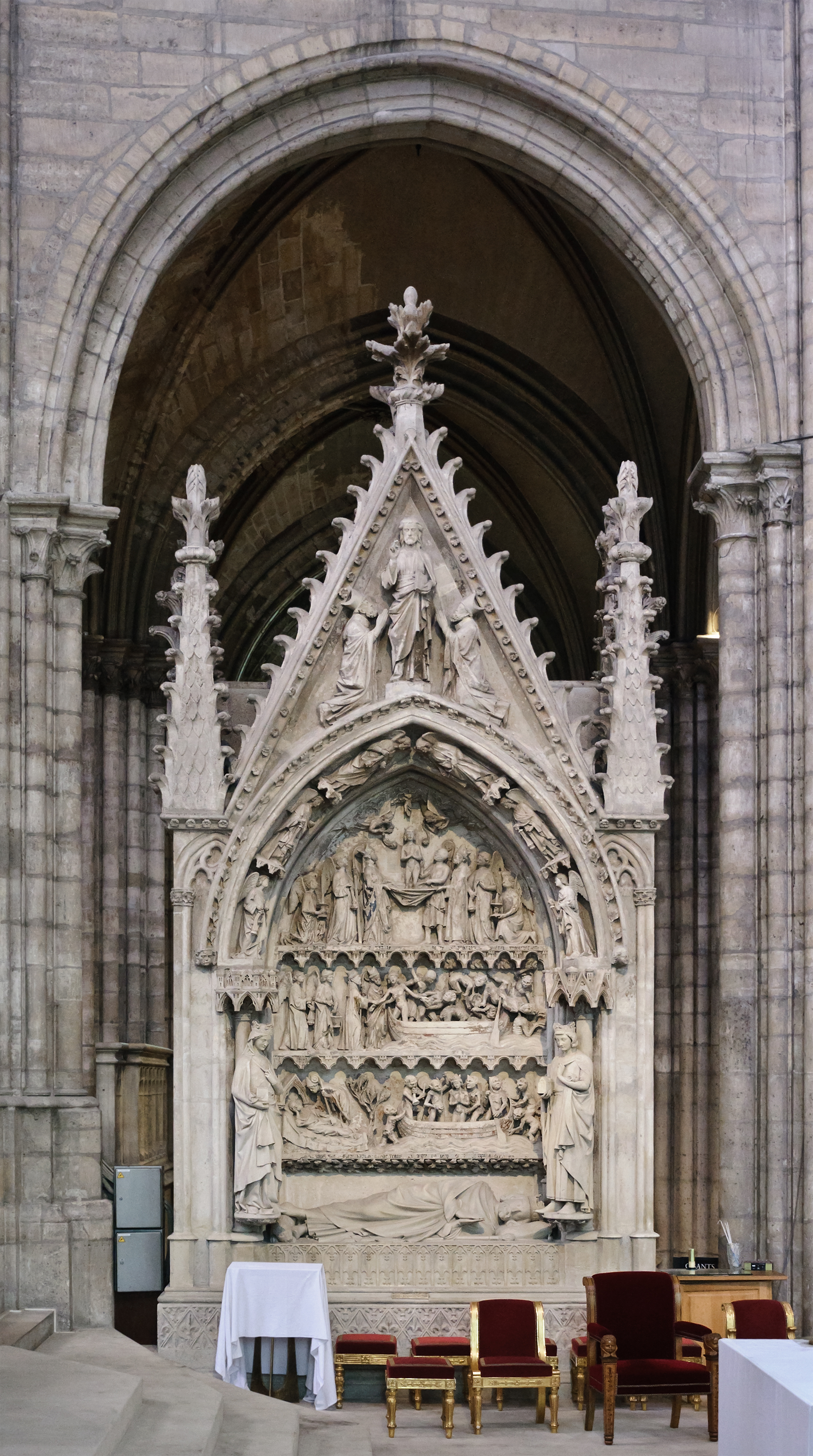
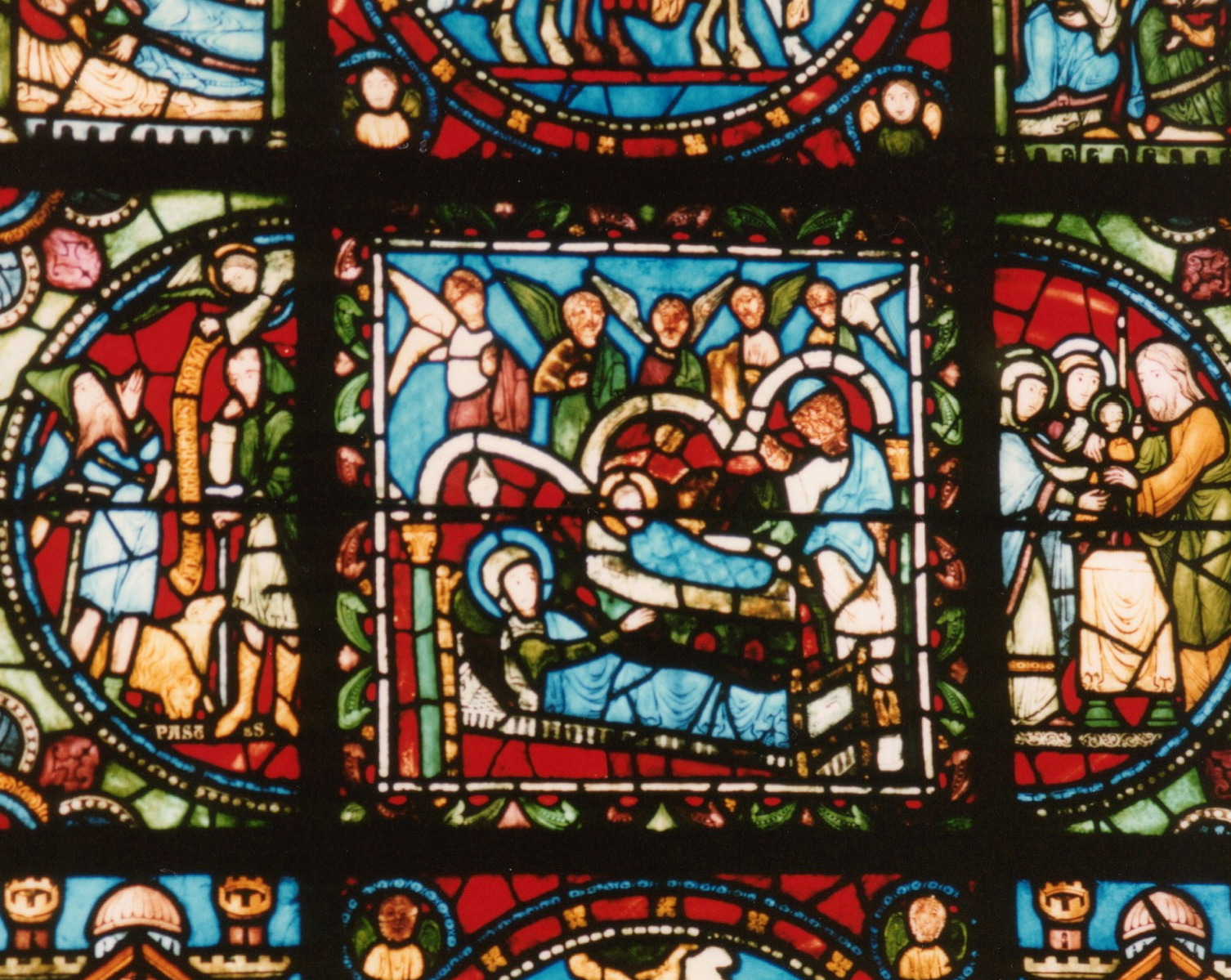
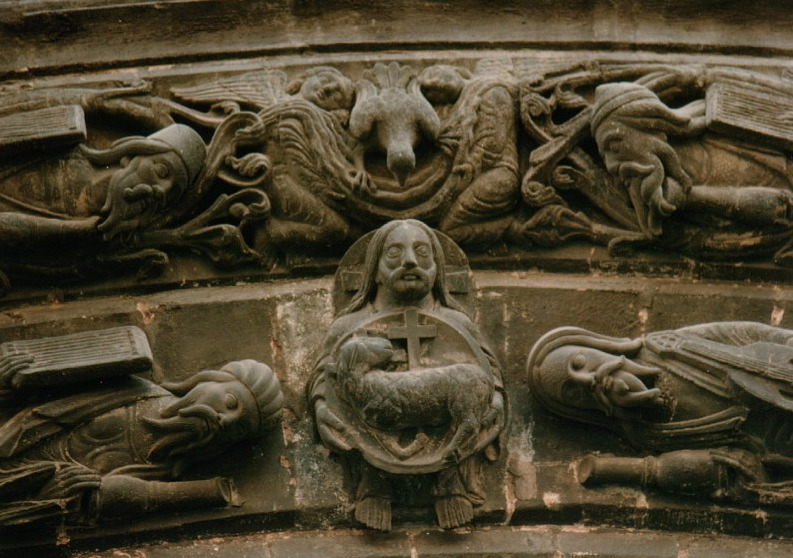
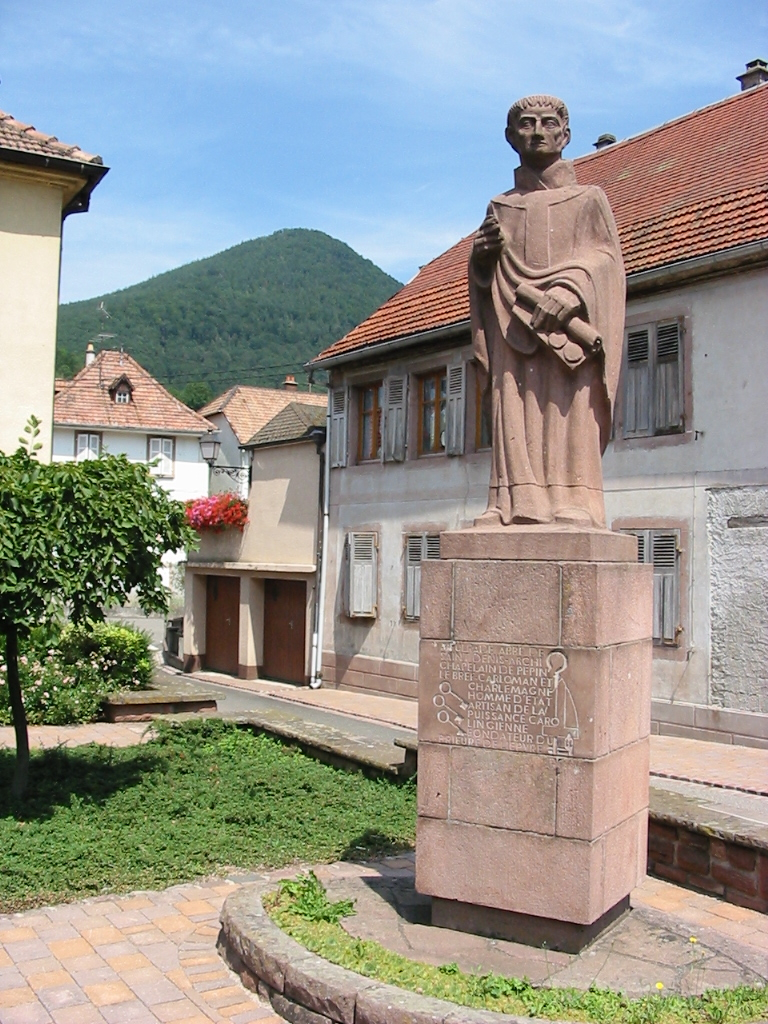